# Sarah Hadj Abderahmane
Sarah Hadj Abderahmane, née le 16 mars 1990, est une nageuse algérienne.

## Carrière
Aux Championnats d'Afrique de natation 2006 à Dakar, elle est médaillée d'or du 200 mètres papillon, médaillée d'argent du 4 × 200 mètres nage libre et du 4 × 200 mètres quatre nages et médaillée de bronze du 4 × 100 mètres nage libre ainsi que du 5 kilomètres en eau libre.
Aux Jeux africains de 2007 à Alger, elle est médaillée de bronze du 4 × 200 mètres nage libre et du 4 × 100 mètres quatre nages. Aux Jeux panarabes de 2007 au Caire, elle obtient la médaille d'or du 100 mètres papillon et du 200 mètres papillon et la médaille de bronze du 4 × 200 mètres nage libre et du 4 × 100 mètres quatre nages.
Aux Championnats d'Afrique de natation 2010 à Casablanca, elle est médaillée de bronze du 4 × 200 mètres nage libre.
Aux Jeux africains de 2011 à Maputo, elle remporte quatre médailles de bronze, en 200 mètres papillon, en 4 × 100 mètres nage libre, en 4 × 200 mètres nage libre et en 4 × 100 mètres quatre nages